# ダウンクォーク
ダウンクォーク (down quark, 記号:d) は、物質を構成する主要な素粒子の一つで、第一世代のクォークである。

## 概要
ダウンクォークは、二番目に軽いクォークであり、 -1/3e の電荷を持ち、裸の質量は 4～8 MeVである。素粒子物理学における標準モデルでは、アップクォークと共に核子の構成要素となっている。すなわち、陽子はアップクォーク2個とダウンクォーク1個、中性子はアップクォーク1個とダウンクォーク2個で構成されている。
クォークの存在はゲルマンとツワイクが1964年にクォークモデルを提唱した時に予言された。1968年には、 SLAC の深非弾性散乱実験で、核子がより小さい物体から構成されていることを示す初めての証拠がみつかった。
β⁻崩壊でアップクォークに崩壊する。